# شان گارنت
شان گارنت (انگلیسی: Shaun Garnett؛ زادهٔ ۲۲ نوامبر ۱۹۶۹) بازیکن فوتبال اهل بریتانیا است.
از باشگاه‌هایی که در آن بازی کرده‌است می‌توان به باشگاه فوتبال پرستون نورث اند، باشگاه فوتبال اولدهام اتلتیک، باشگاه فوتبال ترانمره راورز، باشگاه فوتبال مورکم، باشگاه فوتبال سوانزی سیتی، باشگاه فوتبال ویگان اتلتیک، و باشگاه فوتبال هروگیت تاون اشاره کرد.